# Jubilation
«Jubilation» (с англ. — «Ликование») — песня, записанная канадским певцом и автором песен Полом Анкой для его студийного альбома 1972 года с одноимённым названием. Анка написал песню вместе с Джонни Харрисом, который стал продюсером трека. Он был выпущен в 1972 году сингл лейблом Buddah Records. Песня показала умеренный успех в чартах США и Канады.
Американская вокалистка Барбра Стрейзанд записала свою версию «Jubilation» в 1974 году для своего шестнадцатого студийного альбома ButterFly. Она также была выпущен как сингл, но продолжительность песни значительно короче, чем оригинальная версия Анки. Комментируя кавер-версию Стрейзанд, Анка похвалил вокальные способности исполнительницы и пошутил, что она «сможет пропеть даже телефонную книгу, если захочет».